# Nosy Be
Nosy Be (lub Nossi-bé) – wyspa przy północno-zachodnim wybrzeżu Madagaskaru, w prowincji Mahajanga. Nosy Be oznacza w języku malgaskim „duża wyspa”. Niegdyś nosiła nazwę Assada, nadaną podczas kolonizacji na początku XVII w. Nosy Be jest największym i najbardziej obleganym regionem turystycznym Madagaskaru.
Powierzchnia tej wulkanicznej wyspy wynosi 320,02 km², zamieszkuje ją 40 tysięcy stałych mieszkańców. Najwyższym szczytem Nosy Be jest Mont Lokone (450 m n.p.m.), drugim Mont Passot o wysokości 329 m n.p.m. Wyspa jest zalesiona. Nosy Be otaczają rafy koralowe.
Ludność wyspy zajmuje się uprawą trzciny cukrowej, wanilii, pieprzu i gorzkich pomarańczy oraz produkcją cukru i rumu.
15 grudnia 1904 roku do wyspy przypłynęła rosyjska flota pod dowództwem admirała Zinowija Rożestwienskiego, kierując się na Pacyfik w celu walki z Japończykami. Marynarze przechrzcili wyspę na „Nossibeisk” i zakupili kilka egzotycznych zwierząt. Wśród nich znalazł się jadowity wąż, którego ukąszenie zabiło jednego z oficerów (zm. 30 grudnia), oraz gadająca papuga dla dowódcy, która szybko nauczyła się przeklinać po rosyjsku. Na wyspie flota dowiedziała się o upadku Port Artur. Eskadra po połączeniu się z mniejszymi siłami płynącymi przez Kanał Sueski (Rożestwienski opływał Afrykę), 15 marca 1905 roku opuściła wyspę.
Wyspa leży ok. 8 km od wybrzeży Madagaskaru, niewielkie pobliskie wyspy to Nosy Komba, Nosy Mitsio, Nosy Sakatia i Nosy Tanikely. Główne miasta wyspy to Andoany (dawniej: Hell Ville) oraz Dzamandzar.